# Juillet 2006 en sport
Cette page concerne l'actualité sportive du mois de juillet 2006.

## Samedi1erjuillet
- Cyclisme, prologue du Tour de France : à plus de 51 km/h de moyenne, Thor Hushovd de l'équipe cycliste Crédit agricole l'emporte en 8 min 17 s et prend le premier maillot jaune du Tour de France 2006 devant le rouleur Américain George Hincapie[n 1] de l'équipe cycliste Discovery Channel de 73 centièmes de seconde.

- Football, quarts de finale de la Coupe du monde :
  - Angleterre 0 - 0 Portugal (Portugal qualifié aux tirs au but 1 à 3).
  - Brésil 0 -1 France.

## Dimanche2 juillet
- Cyclisme, première étape du Tour de France : la victoire d'étape au sprint revient au français Jimmy Casper de La Française des jeux. L'Américain George Hincapie de l'équipe cycliste Discovery Channel s'empare du maillot jaune[n 1].

- Golf, Open de France : l'anglais John Bickerton remporte le tournoi du centenaire de l'Open de France devançant l'irlandais Padraig Harrington.

- Sport automobile, Grand Prix automobile des États-Unis de Formule 1 : les Ferrari réalisent le doublé sur le circuit d'Indianapolis, Michael Schumacher remportant ainsi sa 87e victoire.

- vitesse Moto, Grand Prix de Grande-Bretagne : Daniel Pedrosa remporte son deuxième succès de la saison en Moto GP devant Valentino Rossi et Marco Mélandri. En 250 cm3, victoire de l'espagnol Jorge Lorenzo qui revient à un point du leader du championnat Andrea Dovizioso et de l'espagnol Alvaro Bautista en 125 cm3.

## Lundi3 juillet
- Cyclisme, deuxième étape du Tour de France : l'australien Robbie McEwen de l'équipe Davitamon-Lotto parvient à l'emporter, signant ainsi sa neuvième victoire d'étape au Tour de France. Le norvégien Thor Hushovd de l'équipe Crédit agricole récupère le maillot jaune.

- Football : la FIFA suspend la Fédération de Grèce de football en raison d'une nouvelle loi grecque ne garantissant pas l'absence d'interférences politiques en matière de football.

- Golf, US Open féminin : la Suédoise Annika Sörenstam remporte son 3e US Open en disposant de Pat Hurst en play-off. La compétition se déroulait sous la forme d'un nouveau parcours de 18 trous.

## Mardi4 juillet
- Cyclisme, troisième étape du Tour de France : l'Allemand Matthias Kessler remporte l'étape tandis que le belge Tom Boonen s'empare du maillot jaune. Alejandro Valverde, l'un des grands favoris de ce Tour, abandonne sur fracture.

- Football, demi-finale de la Coupe du monde : Allemagne 0-2 Italie.

## Mercredi5 juillet
- Cyclisme, quatrième étape du Tour de France, : l'Australien Robbie McEwen gagne l'étape et le belge Tom Boonen conserve le maillot jaune.

- Football, demi-finale de la Coupe du monde : France 1-0 Portugal.

- Rugby à XIII, State of Origin : les Queensland Maroons remportent le State of Origin en s'imposant 16-14 dans le troisième match face aux New South Wales Blues.

## Jeudi6 juillet
- Cyclisme, cinquième étape du Tour de France : l'Espagnol Óscar Freire remporte l'étape et le belge Tom Boonen conserve le maillot jaune.

- Tennis, demi-finales féminines du Tournoi de Wimbledon 2006 : la Française Amélie Mauresmo et la Belge Justine Henin-Hardenne se qualifient pour la finale du tournoi.

- Voile : Bruno Peyron sur Orange II améliore le record de la traversée de l'Atlantique nord en équipage dans le sens ouest-est : 4 jours, 8 heures, 23 minutes et 54 secondes, soit 9 heures 4 minutes et 12 secondes de moins que le record établi en 2001 par l'Américain Steve Fossett.

## Vendredi7 juillet
- Cyclisme, sixième étape du Tour de France : l'Australien Robbie McEwen remporte une troisième étape sur le Tour de France 2006 et le belge Tom Boonen conserve le maillot jaune.

- Tennis, demi-finales masculines du Tournoi de Wimbledon 2006 : Roger Federer et Rafael Nadal se qualifient pour la finale.

## Samedi8 juillet
- Athlétisme, Golden League 2006 : Marion Jones, par sa victoire au Stade de France, prouve qu'elle est revenue au sommet de la discipline. Dans les autres épreuves Golden League, seuls le jamaicain Asafa Powell, l'américain Jeremy Wariner, l'éthiopienne Tirunesh Dibaba et l'américaine Sanya Richards ont confirmé leurs victoires d'Oslo.
- Cyclisme, septième étape du Tour de France 2006, : l'Ukrainien Serhiy Honchar remporte la première étape contre la montre de ce Tour de France et s'empare du maillot jaune.
- Football, finale pour la troisième place de la Coupe du monde 2006 : Allemagne 3 - 1 Portugal.
- Rugby à XV :
  - Tri-nations 2006 : les Blacks remportent le premier match de ce tri-nations, qui se déroule désormais sous la forme d'un tournoi où les trois équipes se rencontrent trois fois. Ils battent les Australiens à Christchurch sur le score de 32 à 12.
  - Coupe du monde de rugby 2007 : l'équipe d'Argentine s'est qualifiée pour le mondial français en battant l'équipe d'Uruguay par 26 à zéro.
- Tennis, finale féminine du Tournoi de Wimbledon 2006 : Amélie Mauresmo remporte son deuxième titre du grand chelem en battant la Belge Justine Henin-Hardenne sur le score de 2-6, 6-3, 6-4.
 Dans le double masculin, victoire des jumeaux américains, Bob et Mike Bryan sur le français Fabrice Santoro associé à Nenad Zimonjić par 6-3, 4-6, 6-4, 6-2.

## Dimanche9 juillet
- Cyclisme, huitième étape du Tour de France 2006, : le Français Sylvain Calzati remporte la huitième étape du Tour de France en solitaire. L'Ukrainien Serhiy Honchar conserve le maillot jaune.
- Football, finale de la Coupe du monde 2006 : Italie 1 - 1 France ; l'Italie est sacrée championne du monde à l'issue de la séance des tirs au but.
- Tennis, finale masculine du Tournoi de Wimbledon 2006 : Roger Federer s'impose pour la quatrième fois sur le gazon de Wimbledon en signant face à l'Espagnol Rafael Nadal sa 48e victoire consécutive sur cette surface (6-0, 7-6, 6-7, 6-3).

## Mardi11 juillet
- Athlétisme, Athletissima de Lausanne : le Chinois Liu Xiang bat le record du monde du 110 m haies en 12 s 88.
- Cyclisme, neuvième étape du Tour de France 2006 : l'Espagnol Óscar Freire remporte la 9e étape de ce Tour de France au sprint. L'Ukrainien Serhiy Honchar conserve le maillot jaune.

## Mercredi12 juillet
- Cyclisme, dixième étape du Tour de France 2006 : l'Espagnol Juan Miguel Mercado remporte l'étape. Le Français Cyril Dessel prend le maillot jaune.

## Jeudi13 juillet
- Cyclisme, onzième étape du Tour de France 2006, : le Russe Denis Menchov remporte l'étape. L'Américain Floyd Landis (Phonak) s'empare du maillot jaune.

## Vendredi14 juillet
- Cyclisme : la douzième étape du Tour de France 2006 est remportée par l'Ukrainien Yaroslav Popovych. L'Américain Floyd Landis conserve le maillot jaune.

- Football : coup de tonnerre sur le football italien : dans le scandale des matches truqués du Calcio, la Juventus, la Fiorentina et la Lazio Rome sont reléguées en série B (2e division), avec respectivement 30, 12, et 7 points de pénalité. La Juventus se voit également retirer ses deux derniers titres de championne d'Italie. La quatrième équipe concernée, le Milan AC, reste en Série A, mais écope de 15 points de pénalité et sera privée de Ligue des champions la saison prochaine.

## Samedi15 juillet
- Cyclisme, treizième étape du Tour de France 2006 : l'Allemand Jens Voigt remporte l'étape au terme d'une longue échappée. L'Espagnol Óscar Pereiro prend le maillot jaune.
- Rugby à XV, Tri-nations 2006 : l'Australie remporte le deuxième match de ce tri-nations en écrasant l'Afrique du Sud à Brisbane sur le score sans appel de 49 à 0.

## Dimanche16 juillet
- Automobile, Formule 1 : l'Allemand Michael Schumacher remporte le Grand Prix de France, doyen des grand prix automobile, qui fêtait son centenaire.
- Cyclisme, quatorzième étape du Tour de France 2006 : le Français Pierrick Fédrigo remporte l'étape. L'Espagnol Óscar Pereiro conserve le maillot jaune.

## Mercredi19 juillet
- Football : Fabio Cannavaro et son coéquipier brésilien Emerson signent au Real Madrid pour deux saisons. Les deux joueurs sont les premiers à quitter la Juventus après l'annonce de la relégation du club en deuxième division.

## Samedi22 juillet
- Cyclisme, Tour de France 2006 : l'Américain de la Phonak Floyd Landis se classe troisième du contre-la-montre remporté par Serhiy Honchar (Ukraine) et reprend le maillot jaune, à la veille de l'arrivée à Paris.
- Football américain, finale de l'Eurobowl 2006 : les Autrichiens de Vikings de Vienne conservent leur titre continental en s'imposant 41 à 9 en finale face aux Français du Flash de La Courneuve.
- Rugby à XV, Tri-nations 2006 : la Nouvelle-Zélande a battu l'Afrique du Sud à Wellington par 35-12.

## Dimanche23 juillet
- Automobile, Champcar : le britannique Justin Wilson remporte sa première victoire de la saison. Le français Sébastien Bourdais, deuxième, conserve la première place au classement général.
- Moto, Grand Prix des États-Unis : Nicky Hayden, en remportant la victoire sur le circuit de Laguna Seca, conforte sa place de leader. Il devance son coéquipier Daniel Pedrosa. Le tenant du titre, Valentino Rossi en étant tenu d'abandonner à quelques tours de l'arrivée, a compromis ses chances de conserver son titre.
- Cyclisme, Tour de France 2006 : l'Américain de la Phonak Floyd Landis remporte le tour. La dernière étape a été remportée par Thor Hushovd.
- Golf, British Open : Tiger Woods remporte son onzième titre du grand chelem, le troisième British Open, devançant son compatriote Chris DiMarco. Il rejoint Walter Hagan au nombre de victoires en Grand Chelem désormais uniquement devancé par Jack Nicklaus.

## Mardi25 juillet
- Football : verdict au procès en appel relatif aux matchs truqués du calcio. Les condamnations sont revues à la baisse et finalement seule la Juventus jouera la saison prochaine en deuxième division.

## Mercredi26 juillet
- Football, championnat d'Italie : la fédération italienne de football attribue le titre de champion d'Italie 2006 à l'Inter de Milan. L'Inter remporte ainsi son quatorzième titre; la Juventus ayant été déchue du titre à la suite du scandale du calcio.
- Natation : ouverture à Budapest (Hongrie) des Championnats d'Europe de natation 2006.

## Jeudi27 juillet
- Cyclisme, Tour de France 2006 : l'américain Floyd Landis a été contrôlé positif à la testostérone lors du contrôle effectué à l'issue de l'étape de Morzine. Si ce résultat est confirmé lors de la contre-expertise, il risque de se voir déchu de sa victoire dans le tour.

- Football : le buteur néerlandais Van Nistelrooy quitte les "Red Devils" et rejoint les "galactiques" du Real Madrid.

## Samedi29 juillet
- Golf, Evian Masters : l'australienne Karrie Webb remporte le deuxième tournoi féminin mondial en termes de dotations avec 16 coups sous le par. Elle devance de un coup Laura Davies et Michelle Wie.
- Rugby à XV, Tri-nations 2006 : la Nouvelle-Zélande bat l'Australie par 13-9 à Brisbane.
- Voile, Tour de France : le bateau "Ile-de-France" coiffe sur le fil "Défi Partagé Marseille" pour la victoire finale de l'édition 2006 du Tour de France à la voile.

## Dimanche30 juillet
- Automobile, Formule 1 : l'Allemand Michael Schumacher remporte le Grand Prix automobile d'Allemagne. Le championnat est relancé.
- Football américain, Championnat d'Europe juniors : l'équipe de France juniors est sacrée championne d'Europe à Stockholm après sa victoire en finale face aux juniors allemands : 28-21 après avoir été mené 21-7 à la mi-temps.
- Pêche à la mouche : l'équipe de France junior est sacrée Championne du Monde au Portugal (devant la République tchèque et le Portugal), et c'est aussi un jeune Français qui devient Champion du Monde en classement individuel.

## Principaux rendez-vous sportifs du mois de juillet 2006
- 26 juin au 9 juillet : Tennis, Tournoi de Wimbledon.
- 1er juillet au 23 juillet : Cyclisme, Tour de France.
- 9 juin au 9 juillet : Football : Coupe du monde de football 2006 en Allemagne.
- 2 juillet : Compétition motocycliste : Grand Prix de Grande-Bretagne.
- 16 juillet : Compétition motocycliste : Grand Prix d'Allemagne.
- 23 juillet : Compétition motocycliste : Grand Prix des États-Unis.
- 16 juillet : Formule 1 : Grand Prix de France.
- 27 juillet au 6 août : Natation : Championnats d'Europe de natation.
- 30 juillet : Formule 1 : Grand Prix d'Allemagne.
- 29 juin au 29 juillet : Voile : Tour de France à la voile.